# Bejeweled
Pour l’article homonyme, voir Bejeweled (chanson).
Bejeweled est un jeu vidéo sur navigateur web développé par PopCap Games et sorti en 2001. Il a par la suite été adapté à de nombreuses plates-formes. Les suites Bejeweled 2 et Bejeweled 3 ont suivi.
Plus de 75 millions de copies de Bejeweled ont été vendus et le jeu a été téléchargé plus de 150 millions de fois. Son nom initial était « Diamond Mine ».